# Орік (скіф)

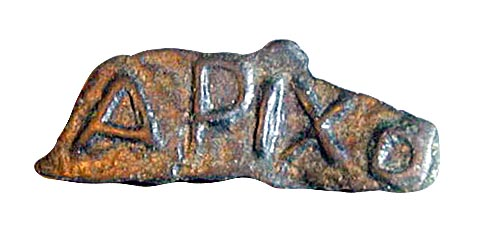
Монета-дельфін Ольвіополісу з легендою АРІХО. Одеський музей нумізматики

Орік (грец. Ὄρικος; Αριχος; Ἀρίχο̄) — син скіфського династа Аріапейта та Опойї, однієї з дружин Аріапейта, яка була скіфського походження. Згадується Геродотом в контексті опису початку панування Скіла, у якому Геродот констатує існування у скіфів архаїчного звичаю успадкування (текст уривку наведено нижче). Наразі серед дослідників переважає думка про ідентичність геродотового Оріка та відомого з нумізматичних джерел (дельфіни та оболи Ольвіополісу, що датуються 430-ми рр. до. н. е.) Аріха (грец. Αριχος). Імовірно, був представником (розпорядником) Октамасада у Ольвіополісі від близько 446 до 437 рр. до н. е., коли на зміну представникам скіфської династії у Ольвії прийшли тірани з роду Аристократидів.
Висловлено припущення, що Орік / Аріх був спадкоємцем свого брата Октамасада, але жодних підтверджень цьому немає.
Висловлено думку, що похованням Оріка / Аріха є курган Близнюк-2, чи одне з поховань кургану Солоха, датоване бл. 410 р. до н. е.
Етимологія імені: 
 грец. Ὀρικος < скіф. *ṷaryaka < авест. *vairiia- — укр. «найкращий, добірний».

## Уривок, присвячений опису традиції успадкування влади у скіфів (Геродот. Історія, IV, 78)
Згодом, за деякий час Аріапейта підступно вбив Спаргапейт, цар агатірсів, і Скіл одержав царську владу і разом із нею і жінку свого батька, яку звали Опойя. Ця Опойя була скіф'янкою і від неї народився Орік, син Аріапейта.